# 31232 Slavonice
31232 Slavonice este un asteroid din centura principală, descoperit pe 1 februarie 1998, de Jana Tichá și Miloš Tichý.